# Беляускене, Наталия Владимировна
Наталия Владимировна Беляускене (род. 1 января 1966 в Виннице) — российский сценарист, режиссёр игрового и документального кино.

## Биография
Родилась Наталия Беляускене 1 января 1966 года. С 1999 по 2001 года училась на факультете международной экономики в академии внешней торговли МИНХ им. Г. В. Плеханова. После училась в школе рекламы Юрия Грымова. В 2002 — 2004 годах обучалась на Высших курсах сценаристов и режиссёров. На режиссёрском факультете игровому кино обучалась в мастерских Владимира Хотиненко и Павла Финна, не игровому у Андрея Герасимова
Изначально работала вместе с режиссёром Евгением Васькевичем, в тандеме с которым в 2006 году сняла фильм «Цвет неба». С ним же в 2007 году была снята картина «Сокровище», а в 2009 году «Печатников переулок, дом 3».
Познакомившись с Микаэлом Погосяном, по сценарию последнего начала снимать фильм «Если все», работа на которым была завершена в 2012 году. После выхода фильма картина была представлена на ряде международных кинофестивалях, где была отмечена множеством наград и премий. Кроме того, работа от Армении была представлена на соискание премии «Оскар», а также на московском кинофестивале и премии «Ника».

## Фильмография
Режиссёрские работы
- 2012 — Если все
- 2009 — Печатников переулок, дом 3[Ком 1]
- 2007 — Сокровище[Ком 1]
- 2006 — Цвет неба[Ком 1]

Сценарии
- 2009 — Печатников переулок, дом 3
- 2006 — Цвет неба[Ком 1]

## Награды
за фильм «Если все»
- 2012 — Гран-при в номинации «Армянская панорама» за лучший игровой фильм на Ереванском международном кинофестивале «Золотой абрикос 2012»
- 2012 — приз экуменического жюри на Ереванском международном кинофестивале «Золотой абрикос 2012»
- 2012 — 2-я премия кинофестиваля «Лучезарный ангел» (приз в номинации «За воплощение образа милосердия, добра, справедливости, сострадания и любви к ближнему»)
- 2012 — лучший актёр («Арпа»)
- 2012 — лучший актёр («Бухарестский кинофестиваль»)

## Комментарии
1. 1 2 3 4  Совместно с режиссёром Евгением Васькевичем